# Bertha av Schwaben

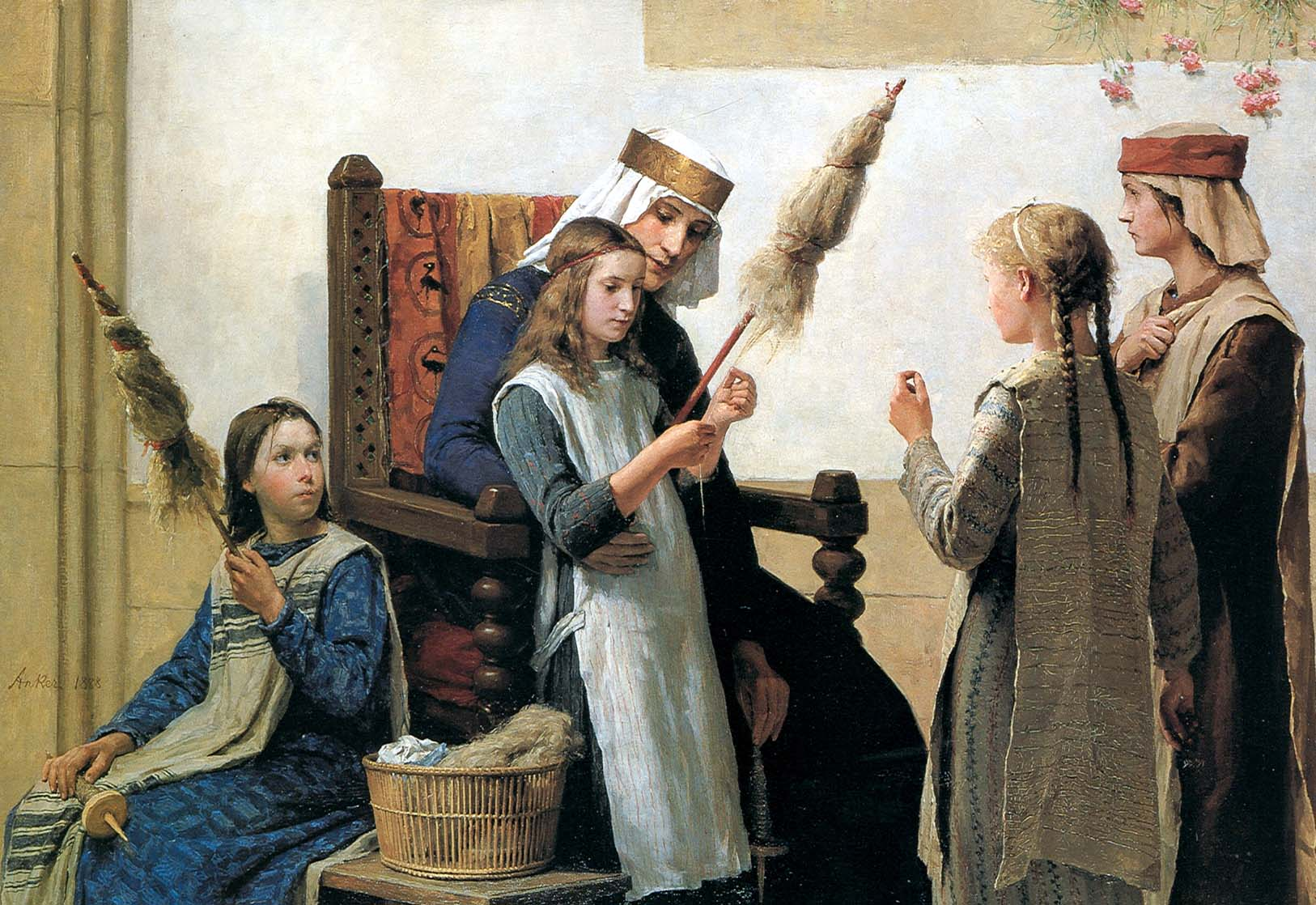
Bertha, målning av Albert Anker, 1888

Bertha av Schwaben, i Tyskland även kallad Berta av Alamannien, född cirka år 906, död år 957 eller 961, begravd i Payerne i nuvarande Schweiz, var drottning av Burgund och senare drottning av Italien.

## Biografi
Bertha var dotter till hertig Burchard II av Schwaben och hertiginnan Reginlinde. När Bertha gifte sig med Rudolf II av Burgund år 922 blev hon drottning av Övre Burgund och senare av det förenade Burgund. I äktenskapet föddes den senare Konrad III av Burgund liksom Adelheid av Burgund. När Rudolf dog år 937 var barnen omyndiga.
Samma år, 937, gifte Bertha om sig med Italiens kung Hugo som troligen ville sammanföra Italien och Burgund. Detta förhindrades dock av den östfrankiske kungen Otto I som tog den unge Konrad norr om Rhen. Efter ett olyckligt äktenskap blev Bertha år 947 åter änka. Hon återvände då till Burgund där Konrad regerade.
Genom gåvor påbörjade hon grundandet av klostret i Payerne, vilket senare slutfördes av hennes dotter Adelheid.

## Eftermäle
Bertha levde under en orolig tid: Frankerriket hade fallit isär, saracener gjorde Alperna osäkra och i norr härjade ungrare. De samtida källorna om Bertha är sparsamma, men från 1100-talet och framåt uppstod legender om henne. Hon ansågs ha varit en god och  huslig drottning som grundat flera kloster (nutida historiker menar att de grundats av andra). På franska finns talesättet du temps où la reine Berthe filait. Särskilt i den schweiziska kantonen Vaud var hon under 1800-talet en identifikationsfigur.